# Palaeochrysophanus parvipuncta
Palaeochrysophanus parvipuncta är en fjärilsart som beskrevs av Barend J. Lempke 1936. Palaeochrysophanus parvipuncta ingår i släktet Palaeochrysophanus och familjen juvelvingar. Inga underarter finns listade i Catalogue of Life.